# Фабье, Франсуа-Жозеф
Франсуа-Жозеф Фабье (фр. François Fabié; 1846—1928) — французский поэт.
Написал:
- «La poésie des bêtes» (1879),
- «La nouvelle poésie des bêtes» (1881),
- «Placet au roi» (комедия, 1884),
- «Pour Corneille» (1885),
- «Le clocher» (1887),
- «Amende honorable à la Terre» (1888),
- «La bonne terre» (1889),
- «Le moulin de Roupeyrac» (1879),
- «Voix rustiques» (1892) и др.